# Floris (Iowa)
Floris – miasto w Stanach Zjednoczonych, w stanie Iowa, w hrabstwie Davis. W 2000 liczyło 153 mieszkańców.